# Banco di Sardegna
Banco di Sardegna S.p.A. è un istituto di credito italiano di proprietà del gruppo BPER Banca.
La sua sede legale è a Cagliari e la direzione generale e amministrativa è a Sassari.
È stata quotata alla Borsa di Milano dove era presente nell'indice FTSE Italia Small Cap con le sole azioni di risparmio, fino al 18 settembre 2020 quando è diventata efficace la loro conversione obbligatoria in azioni ordinarie.

## Storia
Nella prima metà del Seicento nascono nelle diocesi dell'Isola i monti di soccorso, per aiutare i contadini sardi a procurarsi grano e orzo senza dover ricorrere all'usura o ipotecare il raccolto futuro. Il patrimonio dei monti era il risultato di uno sforzo collettivo, alimentato in parte dal grano versato dai membri della comunità, in parte dal lavoro gratuito svolto dagli agricoltori su terreni scelti dagli amministratori dei monti stessi. Con la riforma Bogino del 1767 e le successive, i monti di soccorso si trasformano in monti frumentari o, meglio conosciuti in Sardegna, come monti granatici, e successivamente in monti nummari, concepiti per aiutare gli agricoltori con anticipazioni in denaro a basso tasso di interesse.
Tra la fine dell’Ottocento e i primi dei Novecento si procedette ad un riordino complessivo del credito agrario, che portò alla nascita delle casse ademprivili di Cagliari e Sassari. Le casse amministravano i terreni rimasti al demanio dopo l’abolizione dei diritti d’uso collettivo sulle terre e i monti diventarono i principali intermediari sul territorio assumendo, nel 1924, la denominazione di Casse Comunali di Credito Agrario.
Nel 1953, a seguito della fusione dell'Istituto di Credito Agrario per la Sardegna e dello stesso Banco di Sardegna di Cagliari, nacque il Banco di Sardegna, sotto forma di istituto di credito di diritto pubblico, con sede legale a Cagliari e sede amministrativa e direzione generale a Sassari. L’attività operativa iniziò due anni dopo, nel 1955. La costituzione della Sezione autonoma per il finanziamento di opere pubbliche e di impianti di pubblica utilità, ma, soprattutto, l'approvazione della legge 40 del 1976 permise all'istituto di avere posizione dominante, nella promozione, assistenza e consulenza a favore delle imprese artigiane e quindi di essere a pieno titolo determinante nella formazione del tessuto produttivo isolano.
L'8 agosto 1992 si trasformò in società per azioni e conferì le proprie azioni alla Fondazione Banco di Sardegna (oggi rinominata Fondazione di Sardegna). Vennero quindi a definirsi due distinte entità: la Banco di Sardegna S.p.A., che, oltre all'azienda bancaria, incorporava in sé le preesistenti tre sezioni speciali di credito a medio-lungo termine (agrario, fondiario e finanziamento opere pubbliche) e la fondazione. Nel 1993 acquisì la Banca di Sassari, che ne divenne una sua controllata fino al 2016, quando gli sportelli della Banca di Sassari confluirono nella rete del Banco di Sardegna.
Nel 2001 la fondazione cedette il 51% del capitale sociale alla Banca Popolare dell’Emilia Romagna, entrando a far parte del Gruppo BPER, che, seppur mantenendo e riconfermando il ruolo di banca di riferimento in Sardegna con la quasi totalità delle filiali presenti nel territorio isolano, sancì la fine della proprietà sarda.
Nel luglio 2019 il Gruppo BPER ha perfezionato l’acquisizione del Banco di Sardegna. L’istituto di credito modenese ha acquisito dalla Fondazione di Sardegna il 49% del capitale sociale ordinario e il 36,90% circa delle azioni privilegiate della banca, e ora detiene il 100% del capitale ordinario e il 98,67% circa delle azioni privilegiate. Nel novembre 2019 BPER Banca incorpora Unipol Banca; per effetto di tale decisione, l’Antitrust ha imposto che in Sardegna gli sportelli di Unipol Banca fossero ceduti ad un soggetto estraneo al gruppo.
Il 18 settembre 2020 è diventata efficace la conversione obbligatoria delle azioni di risparmio, le uniche quotate, in azioni ordinarie, con il conseguente delisting dalla Borsa Italiana.

## Azionariato
Il capitale sociale è diviso in azioni ordinarie, di risparmio quotate e privilegiate.
Fino al 2019 le azioni ordinarie erano detenute per il 51% da BPER Banca S.p.A. e per il 49% dalla Fondazione di Sardegna.
Dal 2019 BPER Banca S.p.A. detiene il 100% delle azioni ordinarie Banco di Sardegna S.p.A., diventando il socio unico della banca sarda.
BPER Banca S.p.A. ha inoltre il 96% delle azioni privilegiate.

## Partecipazioni
- Nadia S.p.A. - 31,661%
- Numera S.p.A. - 100%
- SardaLeasing S.p.A. - 46,993%
- Bibanca S.p.A.- 20,552%
- BPER Credit Management S.C.p.A. - 20%

## Dati societari
- Sede amministrativa e direzione generale: Sassari - piazzetta Banco di Sardegna 1 (ex viale Umberto 36)
- Ragione sociale: Banco di Sardegna S.p.A.
- Sede legale: viale Bonaria, 33 - 09125 Cagliari
- Codice fiscale e iscrizione al Registro delle imprese di Cagliari: 01564560900
- Albo delle Banche n. 1015.7
- Gruppo bancario "Gruppo BPER" n.5387.6.
- Aderente al Fondo interbancario di tutela dei depositi

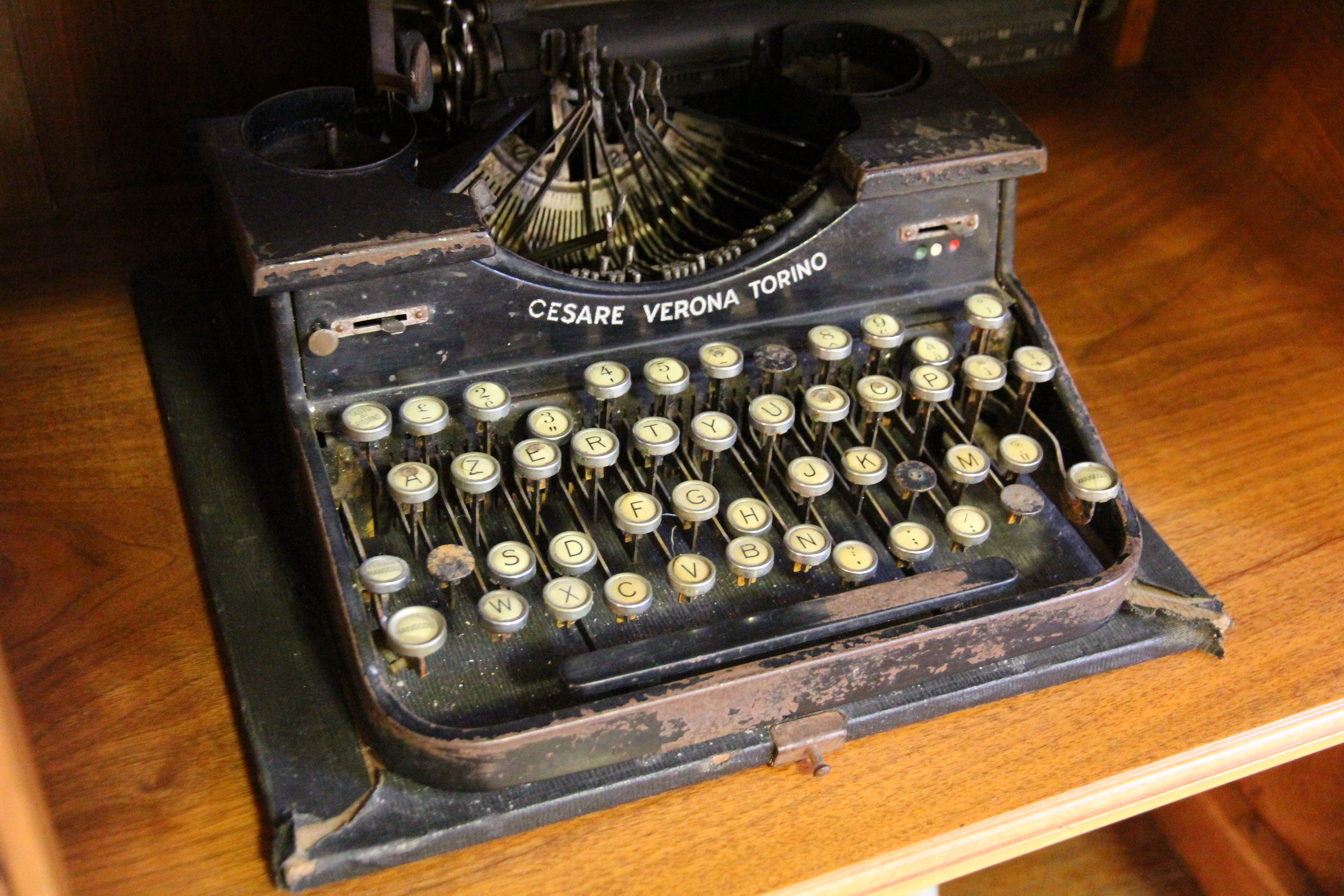
Una vecchia macchina da scrivere custodita nel museo del Banco di Sardegna.

## Filiali
L'istituto ha in Sardegna il suo principale business e lì sono presenti la stragrande maggioranza delle filiali, in totale 334. Nel corso della sua storia però nove filiali sono state aperte sul territorio peninsulare: tre a Roma (due nel centro storico e una all'EUR) e una a Civitavecchia, Livorno, La Spezia, Genova (la prima delle filiali non nell'isola), Savona e Milano.
Alcune di queste risiedono in palazzi storici e di particolare pregio architettonico. La sede legale e amministrativa a Sassari si trova in un palazzo appositamente costruito per l'istituto tra il 1924 e il 1927, sulla base del progetto dell’ingegnere Bruno Cipelli, già autore a Sassari del palazzo delle Poste e del politeama Verdi;  vi sono contenute le opere più importanti del patrimonio artistico del Banco, in particolare le collezioni di Sironi e Nava, le monete, gli argenti e le carte geografiche. La sede a Cagliari invece è in un imponente palazzo in viale Bonaria costruito nel dopoguerra in una zona colpita dai bombardamenti alleati del 1943 e dove si trova un giardino esterno che ospita, assieme agli uffici, una parte consistente della collezione di statue e dipinti del Banco.
In Italia, a Genova, l'istituto acquisì Palazzo Giacomo Spinola per instaurarci la prima filiale fuori Sardegna. Il palazzo, facente parte del sistema dei Rolli, le dimore storiche costruite tra il '500 e il '600, oggi riconosciute Patrimonio dell'Umanità dall'UNESCO, dopo l’acquisto da parte del Banco di Sardegna, è stato oggetto di un restauro durato cinque anni, che ha pienamente recuperato anche le testimonianze architettoniche più antiche.
Altre filiali di pregio sono presenti in Sardegna, come quelle di Santadi, Fordongianus,  Mores e sino a tempi recenti Ossi, situate in vecchi monti granatici, ovvero i vecchi edifici comunali diffusisi nell'isola a partire dal '600 che fungevano da deposito "bancario" del grano, e che il Banco di Sardegna volle recuperare a testimoniare una sorta di continuità, ma anche a Orgosolo, dove la facciata è impreziosita da murales dell'artista Francesco Costanzo.